# Seznam zemětřesení v roce 2018
Legenda:

 6,0 - 6,9 Mw

 7,0 - 7,9 Mw

 8,0+ Mw
Toto je seznam zemětřesení v roce 2018. Zahrnuta jsou zde pouze zemětřesení o síle 6,0 Mw nebo výše. Pokud mají slabší zemětřesení za následek velké škody nebo ztráty na životech, tak jsou zde taktéž zahrnuta (neplatí však u mapy vpravo). Časové termíny jsou vedeny podle UTC času a všechny údaje pochází od Americké geologické služby (USGS).

## Počet zemětřesení
| 8,0 - 9,9 | 0      | 1     | 1      | 1      | 2      | 2      | 1      | 1      | 0      | 1      | 1      |
| 7,0 - 7,9 | 12     | 16    | 21     | 19     | 15     | 17     | 11     | 18     | 17     | 7      | 16     |
| 6,0 - 6,9 | 168    | 144   | 151    | 204    | 129    | 125    | 140    | 124    | 128    | 106    | 117    |
| 5,0 - 5,9 | 1 768  | 1 896 | 1 963  | 2 271  | 1 412  | 1 402  | 1 475  | 1 413  | 1 502  | 1 451  | 1 674  |
| 4,0 - 4,9 | 12 292 | 6 805 | 10 164 | 13 303 | 10 990 | 9 795  | 13 494 | 13 239 | 12 771 | 11 296 | 12 760 |
| Celkem    | 14 240 | 8 862 | 12 300 | 15 798 | 12 548 | 11 341 | 15 121 | 14 795 | 14 420 | 12 860 | 14 568 |

## Podle počtu obětí
| Pořadí | Mrtví | Síla | Stát              | Mer. stupnice     | Hloubka (km) | Datum        | Stránka                                |
| ------ | ----- | ---- | ----------------- | ----------------- | ------------ | ------------ | -------------------------------------- |
| 1.     | 4 340 | 7,5  | Indonésie         | IX (Pustošivé)    | 20           | 28. září     | Zemětřesení a tsunami na Sulawesi 2018 |
| 2.     | 513   | 6,9  | Indonésie         | VIII (Bořivé)     | 20           | 5. srpen     | Zemětřesení na Lomboku 2018            |
| 3.     | 160   | 7,5  | Papua Nová Guinea | IX (Pustošivé)    | 25,4         | 25. únor     | Zemětřesení na Nové Guineji 2018       |
| 4.     | 41    | 6,6  | Japonsko          | IX (Pustošivé)    | 35           | 5. září      | Zemětřesení na Hokkaidu 2018           |
| 5.     | 25    | 6,7  | Papua Nová Guinea | VII (Velmi silné) | 10           | 6. březen    |                                        |
| 6.     | 20    | 6,4  | Indonésie         | VII (Velmi silné) | 14           | 28. červenec |                                        |
| 7.     | 18    | 5,9  | Haiti             | V (Málo silné)    | 24           | 7. říjen     | Zemětřesení na Haiti 2018              |
| 8      | 17    | 6,4  | Tchaj-wan         | VIII (Bořivé)     | 17           | 6. únor      | Zemětřesení v Chua-lien 2018           |
| 9.     | 14    | 7,2  | Mexiko            | VII (Velmi silné) | 22           | 16. únor     |                                        |
| 9.     | 14    | 6,9  | Indonésie         | VII (Velmi silné) | 25,6         | 19. srpen    |                                        |
| 10     | 11    | 6,0  | Papua Nová Guinea | VII (Velmi silné) | 10           | 4. březen    |                                        |

## Podle magnitudy
| Pořadí | Síla | Mrtví | Stát                                      | Mer. stupnice     | Hloubka (km) | Datum        | Stránka                                |
| ------ | ---- | ----- | ----------------------------------------- | ----------------- | ------------ | ------------ | -------------------------------------- |
| 1.     | 8,2  | 0     | Fidži                                     | V (Málo silné)    | 600          | 18. srpen    | Zemětřesení u Fidži 2018               |
| 2.     | 7,9  | 0     | Spojené státy americké                    | V (Málo silné)    | 14,1         | 23. leden    |                                        |
| 2.     | 7,9  | 0     | Fidži                                     | IV (Mírné)        | 670,6        | 6. září      |                                        |
| 3.     | 7,5  | 4 340 | Indonésie                                 | IX (Pustošivé)    | 20           | 28. září     | Zemětřesení a tsunami na Sulawesi 2018 |
| 3.     | 7,5  | 160   | Papua Nová Guinea                         | IX (Pustošivé)    | 25,4         | 25. únor     | Zemětřesení na Nové Guineji 2018       |
| 3.     | 7,5  | 0     | Honduras                                  | VII (Velmi silné) | 19           | 10. leden    | Zemětřesení v Hondurasu 2018           |
| 3.     | 7,5  | 0     | Nová Kaledonie                            | VI (Silné)        | 10           | 5. prosinec  |                                        |
| 4.     | 7,3  | 5     | Venezuela                                 | VII (Velmi silné) | 154,3        | 21. srpen    | Zemětřesení u Venezuely 2018           |
| 4.     | 7,3  | 0     | Rusko                                     | VII (Velmi silné) | 16,6         | 20. prosinec |                                        |
| 5.     | 7,2  | 14    | Mexiko                                    | VII (Velmi silné) | 22           | 16. únor     |                                        |
| 6.     | 7,1  | 3     | Peru                                      | VI (Silné)        | 39           | 14. leden    | Zemětřesení v Peru 2018                |
| 6.     | 7,1  | 0     | Nová Kaledonie                            | V (Málo silné)    | 26,7         | 29. srpen    | Zemětřesení u Nové Kaledonie 2018      |
| 6.     | 7,1  | 0     | Jižní Georgie a Jižní Sandwichovy ostrovy | V (Málo silné)    | 164,7        | 11. prosinec |                                        |
| 6.     | 7,1  | 0     | Peru                                      | III (Slabé)       | 609,5        | 24. srpen    | Zemětřesení v Peru 24. srpna 2018      |
| 7.     | 7,1  | 0     | Spojené státy americké                    | VIII (Bořivé)     | 46,7         | 30. listopad |                                        |
| 7.     | 7,0  | 0     | Papua Nová Guinea                         | VII (Velmi silné) | 40,3         | 10. říjen    |                                        |
| 7.     | 7,0  | 0     | Filipíny                                  | VI (Silné)        | 60,1         | 29. prosinec |                                        |

## Podle měsíce

### Leden
| Datum     | Místo                       | Stát                   | Magnituda | Hloubka (km) | Mercalliho stupnice | Poznámka | Oběti | Oběti   |
| Datum     | Místo                       | Stát                   | Magnituda | Hloubka (km) | Mercalliho stupnice | Poznámka | Mrtví | Zranění |
| --------- | --------------------------- | ---------------------- | --------- | ------------ | ------------------- | --- | ----- | ------- |
| 2. leden  | Provincie Blida             | Alžírsko               | 4,7       | 9,3          | V (Málo silné)      | Malé škody v provincií Blida a Tipaza. Dva zranění. | -     | 2       |
| 4. leden  | Pećský okruh                | Kosovo                 | 5,1       | 10           | IV (Mírné)          | Při zemětřesení se některé komíny zřítily a stěny popraskaly. | -     | -       |
| 6. leden  | Kermánšáh (provincie)       | Írán                   | 5,0       | 10           | VII (Velmi silné)   | Zemětřesení v Kermánšáhu 2017 - ve městě Sarpol-e Zahab se zranilo 51 osob. | -     | 54      |
| 10. leden | Islas de la Bahía           | Honduras               | 7,5       | 19           | VII (Velmi silné)   | Zemětřesení v Hondurasu 2018 | -     | -       |
| 11. leden | Dijála                      | Irák                   | 5,5       | 10           | VII (Velmi silné)   | Několik starých domů otřesy zcela zničily. Pět zraněných. | -     | 5       |
| 11. leden | Region Bago                 | Myanmar (Barma)        | 6,0       | 9            | VII (Velmi silné)   | - | -     | -       |
| 14. leden | Arequipa (region)           | Peru                   | 7,1       | 39           | VI (Silné)          | Během zemětřesení v Peru 2018 se v regionu Arequipa zřítilo přes 170 domů a silnice zablokovaly sesuvy půdy. 2 mrtví a 139 zraněných.                                                 | 2     | 139     |
| 19. leden | Baja California Sur         | Mexiko                 | 6,3       | 10           | V (Málo silné)      | Malé škody na budovách. | -     | -       |
| 21. leden | Arica a Parinacota          | Chile                  | 6,3       | 116          | V (Málo silné)      | - | -     | -       |
| 23. leden | Banten                      | Indonésie              | 5,9       | 48,2         | V (Málo silné)      | Poškozeno několik set domů a 41 zraněných (8 studentů, z nichž 6 vážně poté, co došlo k pádu střechy vysoké školy v Cianjuru). 2 lidé ve městech Lebak a Sukabumi zemřelo na infarkt. | 2     | 41      |
| 23. leden | Aljašský záliv              | Spojené státy americké | 7,9       | 14,1         | V (Málo silné)      | Drobné škody v Kodiaku. Taktéž pozorována tsunami o výšce 15 cm. | -     | -       |
| 24. leden | Misawa                      | Japonsko               | 6,3       | 31           | V (Málo silné)      | - | -     | -       |
| 25. leden | Nikolskoje (Kamčatský kraj) | Rusko                  | 6,2       | 11,2         | VI (Silné)          | - | -     | -       |
| 26. leden | Provincie Madang            | Papua Nová Guinea      | 6,3       | 10           | IV (Mírné)          | - | -     | -       |
| 28. leden | Bouvetův ostrov             | Norsko                 | 6,6       | 10           | I (Nepozorovatelné) | - | -     | -       |
| 31. leden | Badachšán                   | Afghánistán            | 6,2       | 193,7        | IV (Mírné)          | V Pákistánu zemřela dívka a v Indii muž v místním hotelu. | 2     | 22      |
| 31. leden | Provincie Morona-Santiago   | Ekvádor                | 5,2       | 18,7         | IV (Mírné)          | Dvanáctiletou dívku ve městě Huamboya zabila padající zeď. | 1     | -       |
| 31. leden | Palmyra (atol)              | Spojené státy americké | 5,1       | 10           | III (Slabé)         | Vzácné zemětřesení vzniklé uprostřed litosférické desky, daleko od tektonických zlomů. Není známa přesná příčina otřesů.                                                              | -     | -       |

### Únor
| Datum    | Místo          | Stát              | Magnituda | Hloubka (km) | Mercalliho stupnice | Poznámka | Oběti | Oběti   |
| Datum    | Místo          | Stát              | Magnituda | Hloubka (km) | Mercalliho stupnice | Poznámka | Mrtví | Zranění |
| -------- | -------------- | ----------------- | --------- | ------------ | ------------------- | --- | ----- | ------- |
| 1. únor  | Ostrov Sigave  | Fidži             | 6,0       | 10           | IV (Mírné)          | - | -     | -       |
| 4. únor  | Chua-lien      | Tchaj-wan         | 6,1       | 12           | V (Málo silné)      | Předtřes pozdějšího silnějšího zemětřesení. | -     | -       |
| 6. únor  | Chua-lien      | Tchaj-wan         | 6,4       | 17           | VIII (Bořivé)       | Zemětřesení v Chua-lien 2018 zahubilo 17 osob, včetně turistů a více než 270 utrpělo zranění. Nemalé množství mostů se zřítilo, stejně jako některé budovy, včetně hotelu. | 17    | 277     |
| 8. únor  | Ačeh           | Indonésie         | 5,3       | 10           | VII (Velmi silné)   | Drobné škody na budovách a zdí. | -     | -       |
| 9. únor  | Labasa         | Fidži             | 6,0       | 556,9        | II (Velmi slabé)    | - | -     | -       |
| 10. únor | Pchohang       | Jižní Korea       | 4,7       | 10           | VII (Velmi silné)   | Zhruba 181 domů utpělo poškození. | -     | 40      |
| 11. únor | Rota (ostrov)  | Severní Mariany   | 6,0       | 10           | IV (Mírné)          | - | -     | -       |
| 16. únor | Oaxaca         | Mexiko            | 7,2       | 22           | VII (Velmi silné)   | Během záchranných prací havaroval vrtulník a tím zemřelo 14 lidí a dalších 15 nehoda zranila. Během otřesů byly poškozeny desítky domů.                                    | 14    | 17      |
| 25. únor | Provincie Enga | Papua Nová Guinea | 7,5       | 25,2         | IX (Pustošivé)      | Zemětřesení na Nové Guineji 2018 zlikvidovalo tisíce budov, zejména v provincii Hela. Hlášeny též masivní sesuvy půdy a výpadky elektrické energie.                        | 160   | 500+    |
| 26. únor | Moluky         | Indonésie         | 6,1       | 9            | V (Málo silné)      | - | -     | -       |
| 26. únor | Jižní Vysočina | Papua Nová Guinea | 6,3       | 19           | VII (Velmi silné)   | Dotřes po zemětřesení z 25. února. | -     | -       |
| 27. únor | Macquarie      | Austrálie         | 6,1       | 10           | I (Nepozorovatelné) | - | -     | -       |
| 28. únor | Provincie Enga | Papua Nová Guinea | 6,1       | 16           | VI (Silné)          | Další dotřes po zemětřesení z 25. února. Tentokrát byla při něm sesuvem pohřbena osoba.                                                                                    | 1     | -       |

### Březen
| Datum      | Místo                      | Stát                   | Magnituda | Hloubka (km) | Mercalliho stupnice | Poznámka                                                                              | Oběti | Oběti   |
| Datum      | Místo                      | Stát                   | Magnituda | Hloubka (km) | Mercalliho stupnice | Poznámka                                                                              | Mrtví | Zranění |
| ---------- | -------------------------- | ---------------------- | --------- | ------------ | ------------------- | ------------------------------------------------------------------------------------- | ----- | ------- |
| 4. březen  | Provincie Enga             | Papua Nová Guinea      | 6,0       | 10           | VII (Velmi silné)   | Dotřes po zemětřesení z 25. února. Následný sesuv půdy ve vesnici Huya zabil 11 lidí. | 11    | -       |
| 5. březen  | Garfield County            | Spojené státy americké | 4,2       | 1,9          | V (Málo silné)      | Jeden dům utrpěl těžké škody. Ostatní budovy jen malé.                                | -     | -       |
| 6. březen  | Provincie Enga             | Papua Nová Guinea      | 6,7       | 20,5         | VII (Velmi silné)   | Další dotřes po zemětřesení z 25. února. 25 osob usmrceno sesuvem.                    | 25    | -       |
| 7. březen  | Hormozgán                  | Írán                   | 5,2       | 35,2         | -                   | Některé stavby poškozeny. 6 lidí zraněno, jeden z nich vážně.                         | -     | 6       |
| 8. březen  | Jižní region               | Malawi                 | 5,5       | 17           | V (Málo silné)      | Poškozeno několik škol, dva žáci se zranili.                                          | -     | 2       |
| 8. březen  | Nové Irsko                 | Papua Nová Guinea      | 6,8       | 22,9         | VII (Velmi silné)   | -                                                                                     | -     | -       |
| 14. březen | Region Kunene              | Namibie                | 4,8       | 11,3         | III (Slabé)         | Drobné škody na budovách.                                                             | -     | -       |
| 24. březen | Provincie West New Britain | Papua Nová Guinea      | 6,3       | 33           | VI (Silné)          | Předtřes zemětřesení 29. března.                                                      | -     | -       |
| 24. březen | Jihovýchodní indický hřbet | -                      | 6,0       | 10           | I (Nepozorovatelné) | -                                                                                     | -     | -       |
| 25. březen | Moluky (provincie)         | Indonésie              | 6,4       | 169          | IV (Mírné)          | -                                                                                     | -     | -       |
| 26. březen | Provincie West New Britain | Papua Nová Guinea      | 6,7       | 40           | VII (Velmi silné)   | Předtřes zemětřesení 29. března.                                                      | -     | -       |
| 29. březen | Provincie West New Britain | Papua Nová Guinea      | 6,9       | 35           | VII (Velmi silné)   | -                                                                                     | -     | -       |

### Duben
| Datum     | Místo                  | Stát                   | Magnituda | Hloubka (km) | Mercalliho stupnice | Poznámka                                                                                  | Oběti | Oběti   |
| Datum     | Místo                  | Stát                   | Magnituda | Hloubka (km) | Mercalliho stupnice | Poznámka                                                                                  | Mrtví | Zranění |
| --------- | ---------------------- | ---------------------- | --------- | ------------ | ------------------- | ----------------------------------------------------------------------------------------- | ----- | ------- |
| 1. duben  | Kermánšáh (provincie)  | Írán                   | 5,3       | 10           | VI (Silné)          | 54 osob zranily padající předměty.                                                        | -     | 54      |
| 2. duben  | Tonga                  | Tonga                  | 6,1       | 92           | III (Slabé)         | -                                                                                         | -     | -       |
| 2. duben  | Carandayti             | Bolívie                | 6,8       | 559          | III (Slabé)         | -                                                                                         | -     | -       |
| 5. duben  | Ostrov Santa Cruz      | Spojené státy americké | 5,3       | 9,9          | V (Málo silné)      | Malé škody.                                                                               | -     | -       |
| 5. duben  | Region Davao           | Filipíny               | 6,0       | 34           | IV (Mírné)          | -                                                                                         | -     | -       |
| 7. duben  | Provincie Enga         | Papua Nová Guinea      | 6,3       | 18,1         | VI (Silné)          | Čtyři lidé zemřeli poté, co se ve městě Tari zřítily domy.                                | 4     | -       |
| 8. duben  | Prefektura Šimane      | Japonsko               | 5,7       | 10,3         | VI (Silné)          | Některé silnice a budovy poškozené.                                                       | -     | 8       |
| 10. duben | Camerino               | Itálie                 | 4,7       | 5            | V (Málo silné)      | Ve městě Muccia došlo k pádu zvonice. V regionu byly následně uzavřeny školy.             | -     | -       |
| 10. duben | Coquimbo (region)      | Chile                  | 6,2       | 66           | VI (Silné)          | Drobné škody na budovách.                                                                 | -     | -       |
| 10. duben | Madhjapradéš           | Indie                  | 4,6       | 10           | VI (Silné)          | Tři domy poškozeny a jedna dívka byla zraněna.                                            | -     | 1       |
| 15. duben | Severní Moluky         | Indonésie              | 6,0       | 34           | IV (Mírné)          | -                                                                                         | -     | -       |
| 18. duben | Západní Jáva           | Indonésie              | 4,6       | 2,9          | -                   | Tři lidé zabiti kolapsem budov a další byli zraněni. Zemětřesení poškodilo přes 300 domů. | 3     | 21      |
| 19. duben | Ostrovy prince Edvarda | Jižní Afrika           | 6,0       | 10           | I (Nepozorovatelné) | -                                                                                         | -     | -       |
| 24. duben | Adıyaman               | Turecko                | 5,2       | 10           | VII (Velmi silné)   | Několiv staveb se zřítilo, včetně mešity.                                                 | -     | 39      |
| 27. duben | Carabobo               | Venezuela              | 4,7       | 10           | V (Málo silné)      | Pozorovány sesuvy půdy. Drobné škody na zástavbě.                                         | -     | -       |

### Květen
| Datum      | Místo                      | Stát                   | Magnituda | Hloubka (km) | Mercalliho stupnice | Poznámka | Oběti | Oběti   |
| Datum      | Místo                      | Stát                   | Magnituda | Hloubka (km) | Mercalliho stupnice | Poznámka | Mrtví | Zranění |
| ---------- | -------------------------- | ---------------------- | --------- | ------------ | ------------------- | --- | ----- | ------- |
| 2. květen  | Jásúdž                     | Írán                   | 5,3       | 8            | VI (Silné)          | Přerušeny elektrické komunikační linky. 32 osob ze 105 vážně zraněno. Některé budovy poškozeny. | -     | 105     |
| 2. květen  | Velikonoční ostrov         | Chile                  | 6,0       | 10           | III (Slabé)         | - | -     | -       |
| 3. květen  | Johannesburg               | Jižní Afrika           | 2,2       | -            | -                   | Toto malé zemětřesení způsobilo v místní jeskyni zával. | 7     | 6       |
| 4. květen  | Havaj                      | Spojené státy americké | 6,9       | 2,1          | VIII (Bořivé)       | Zemětřesení na Havaji 2018 je nejsilnější zemětřesení v oblasti od roku 1975. Nastalo současně s erupcí Kilauei. Vyvolalo tsunami o výšce 40 cm a poškodilo mnoho budov. Objevily se taktéž sesuvy. | -     | -       |
| 5. květen  | Catanduanes                | Filipíny               | 6,1       | 18           | IV (Mírné)          | - | -     | -       |
| 5. květen  | Okres Rybnik               | Polsko                 | 4,1       | 10           | IV (Mírné)          | Otřesy způsobily zával v tamějším uhelném dole, při kterém zahynulo 5 horníků. | 5     | 2       |
| 6. květen  | Department La Unión        | Salvador               | 5,4       | 10           | IV (Mírné)          | Zničeno 11 domů a více než 180 silně poškozeno. Zraněna pouze dívka padající zdí. Hlášeny i sesuvy půdy.                                                                                            | -     | 1       |
| 6. květen  | Jásúdž                     | Írán                   | 5,3       | 10           | VI (Silné)          | 82 osob zraněno během paniky. | -     | 82      |
| 9. květen  | Chajbar Paštúnchwá         | Pákistán               | 5,2       | 19,4         | V (Málo silné)      | Při panice vyskočilo devět dětí ze třetího patra. | -     | 9       |
| 9. květen  | Provincie East New Britain | Papua Nová Guinea      | 6,0       | 9            | IV (Mírné)          | - | -     | -       |
| 9. květen  | Badachšán                  | Afghánistán            | 6,2       | 116          | IV (Mírné)          | Dvě děti zranil hroutící se dům. | -     | 2       |
| 15. květen | Mayotte                    | Francie                | 5,9       | 17           | V (Málo silné)      | Nejsilnější zemětřesení, jaké bylo v oblasti zaznamenáno. | -     | 3       |
| 18. květen | Kermadekovy ostrovy        | Nový Zéland            | 6,1       | 35,1         | IV (Mírné)          | - | -     | -       |
| 22. květen | Provincie Imbabura         | Ekvádor                | 5,0       | 35,1         | IV (Mírné)          | Šest studentů se při panice zranilo. | -     | 6       |
| 27. květen | Sung-jüan                  | Čína                   | 5,3       | 10           | V (Málo silné)      | 1 500 bylo poškozeno. | -     | -       |

### Červen
| Datum      | Místo                 | Stát        | Magnituda | Hloubka (km) | Mercalliho stupnice | Poznámka                                                                                 | Oběti | Oběti   |
| Datum      | Místo                 | Stát        | Magnituda | Hloubka (km) | Mercalliho stupnice | Poznámka                                                                                 | Mrtví | Zranění |
| ---------- | --------------------- | ----------- | --------- | ------------ | ------------------- | ---------------------------------------------------------------------------------------- | ----- | ------- |
| 1. červen  | Mayotte               | Francie     | 4,7       | 10           | V (Málo silné)      | Součást zemětřesného roje, který oblast zasáhl.                                          | -     | 6       |
| 5. červen  | Okres Shamkir         | Ázerbájdžán | 5,3       | 22,6         | VII (Velmi silné)   | Došlo k poškození budov a sociálních zařízeních.                                         | 1     | 31      |
| 11. červen | Ásám                  | Indie       | 4,9       | 10           | V (Málo silné)      | Ve městě Mangaldai zranila hroutící se škola dva studenty.                               | -     | 2       |
| 12. červen | Department Narino     | Kolumbie    | 4,9       | 10           | VI (Silné)          | 100 domů vážně poškozeno. Dvě osoby zabity padajícím domem.                              | 2     | 7       |
| 13. červen | Východní Jáva         | Indonésie   | 4,8       | 12           | -                   | Otřesy zničily desítky domů a dvě mešity.                                                | -     | 6       |
| 17. červen | Prefektura Ósaka      | Japonsko    | 5,5       | 13,2         | VIII (Bořivé)       | Zemětřesení zničilo několik budov, chrámů, poškodilo silnice a způsobilo výpadky proudu. | 4     | 417     |
| 21. červen | Port Vila             | Vanuatu     | 6,1       | 28           | VI (Silné)          | Mírné škody způsobené tamějším obchodům.                                                 | -     | -       |
| 26. červen | Kermánšáh (provincie) | Írán        | 4,7       | 10,2         | II (Velmi slabé)    | Dvanáct lidí se zranilo.                                                                 | -     | 12      |

### Červenec
| Datum        | Místo                      | Stát                | Magnituda | Hloubka (km) | Mercalliho stupnice | Poznámka | Oběti | Oběti   |
| Datum        | Místo                      | Stát                | Magnituda | Hloubka (km) | Mercalliho stupnice | Poznámka | Mrtví | Zranění |
| ------------ | -------------------------- | ------------------- | --------- | ------------ | ------------------- | --- | ----- | ------- |
| 6. červenec  | Kamčatka                   | Rusko               | 6,1       | 45           | V (Málo silné)      | - | -     | -       |
| 7. červenec  | Kermadekovy ostrovy        | Nový Zéland         | 6,0       | 35           | III (Slabé)         | - | -     | -       |
| 13. červenec | Isangel                    | Vanuatu             | 6,4       | 167          | IV (Mírné)          | - | -     | -       |
| 15. červenec | Guvernorát Al Mahrah       | Jemen               | 6,0       | 10           | IV (Mírné)          | - | -     | -       |
| 15. červenec | Guvernorát Al Mahrah       | Jemen               | 6,0       | 10           | IV (Mírné)          | - | -     | -       |
| 17. červenec | Lata (město)               | Šalomounovy ostrovy | 6,0       | 38           | V (Málo silné)      | - | -     | -       |
| 17. červenec | Bodžnúrd                   | Írán                | 4,9       | 10           | -                   | Dva lidé zraněni při útěku a některé obytné budovy poškozeny.                                                                                              | -     | 2       |
| 19. červenec | Department Huila           | Kolumbie            | 5,1       | 47,7         | VII (Velmi silné)   | Došlo ke kolapsu malého množství budov. | -     | -       |
| 19. červenec | Provincie West New Britain | Papua Nová Guinea   | 6,0       | 29,6         | V (Málo silné)      | - | -     | -       |
| 21. červenec | Západní Sumatra            | Indonésie           | 5,2       | 10           | II (Velmi slabé)    | V okrese Batang a Barus otřesy poškodily více než 10 domů. Jeden člověk zabit padající zdí a další dva zranění.                                            | 1     | 2       |
| 22. červenec | Kermánšáh (provincie)      | Írán                | 5,8       | 12           | VII (Velmi silné)   | Několik budov bylo poškozeno. Zraněno téměř 300 osob. | -     | 287     |
| 22. červenec | Kermán                     | Írán                | 5,6       | 10           | VI (Silné)          | 7 lidí z 95 zraněných se muselo převést do nemocnice. | -     | 95      |
| 23. červenec | Středoatlantský hřbet      | -                   | 6,0       | 10           | I (Nepozorovatelné) | - | -     | -       |
| 28. červenec | Flores                     | Indonésie           | 6,0       | 577,5        | II (Velmi slabé)    | - | -     | -       |
| 28. červenec | Lombok                     | Indonésie           | 6,4       | 14           | VII (Velmi silné)   | Zemětřesení usmrtilo 20 lidí a 401 zranilo. Na ostrově Lombok byly zničeny stovky budov, vypadl proud a otřesy se daly cítit až na sousedním ostrově Bali. | 20    | 401     |

### Srpen
| Datum     | Místo                                     | Stát                   | Magnituda | Hloubka (km) | Mercalliho stupnice | Poznámka | Oběti | Oběti   |
| Datum     | Místo                                     | Stát                   | Magnituda | Hloubka (km) | Mercalliho stupnice | Poznámka | Mrtví | Zranění |
| --------- | ----------------------------------------- | ---------------------- | --------- | ------------ | ------------------- | --- | ----- | ------- |
| 5. srpen  | Lombok                                    | Indonésie              | 6,9       | 31           | VIII (Bořivé)       | Zemětřesení na Lomboku 2018 následovalo po předešlém zemětřesení o síle 6,4, které zasáhlo oblast 28. července. Zemřelo 513 lidí a přes tisíc se zranilo.                                         | 513   | 1 353   |
| 9. srpen  | Lombok                                    | Indonésie              | 5,9       | 10           | VII (Velmi silné)   | Dotřes po zemětřesení z 5. srpna. Zabito 6 osob a hlášeny sesuvy půdy. | 6     | 24      |
| 10. srpen | Severo-Kurilsk                            | Rusko                  | 6,0       | 27           | IV (Mírné)          | - | -     | -       |
| 11. srpen | Burrel                                    | Albánie                | 5,1       | 10           | V (Mírné)           | Poškozeno 67 domů. | -     | -       |
| 12. srpen | Kaktovik                                  | Spojené státy americké | 6,3       | 2,2          | VII (Velmi silné)   | Jedno z nejsilnějších zemětřeseních, co zasáhly severní cíp Aljašky. | -     | -       |
| 12. srpen | Kaktovik]                                 | Spojené státy americké | 6,1       | 1,7          | VII (Velmi silné)   | Dotřes. | -     | -       |
| 12. srpen | Jün-nan                                   | Čína                   | 5,0       | 10           | IV (Mírné)          | Přes 6 000 domů bylo poškozeno a dvacet čtyři osob zraněno. | -     | 24      |
| 14. srpen | Jižní Georgie a Jižní Sandwichovy ostrovy | Nový Zéland            | 6,1       | 35           | IV (Mírné)          | - | -     | -       |
| 15. srpen | Aleutské ostrovy                          | Spojené státy americké | 6,6       | 20           | VI (Silné)          | - | -     | -       |
| 16. srpen | Provincie Campobasso                      | Itálie                 | 5,3       | 11,8         | VI (Silné)          | V blízkosti epicentra byly hlášeny drobné škody (trhliny ve zdech a zřícené komíny). Padající cihly zranily jednu ženu.                                                                           | -     | 1       |
| 16. srpen | Iwodžima                                  | Japonsko               | 6,3       | 20           | III (Slabé)         | - | -     | -       |
| 17. srpen | Floreské moře                             | Indonésie              | 6,5       | 538,7        | III (Slabé)         | - | -     | -       |
| 17. srpen | Puntarenas (provincie)                    | Kostarika              | 6,1       | 15           | VI (Silné)          | Otřesy způsobily výpadky proudu. | -     | -       |
| 19. srpen | Ono i Lau                                 | Fidži                  | 8,2       | 600          | V (Málo silné)      | Nejsilnější zaznamenané zemětřesení u Fidži v dějinách. Vzhledem k hloubce nezapříčinilo vlnu tsunami ani materiální škody.                                                                       | -     | -       |
| 19. srpen | Ono i Lau                                 | Fidži                  | 6,3       | 575,8        | II (Velmi slabé)    | Dotřes. | -     | -       |
| 19. srpen | Lombok                                    | Indonésie              | 6,3       | 7,9          | VII (Velmi silné)   | Dotřes zemětřesení na Lomboku 2018 poškodil některé stavby a vyvolal sesuvy na svahu sopky Rinjani. Dva lidé zemřeli na infarkt.                                                                  | 2     | 3       |
| 19. srpen | Labasa                                    | Fidži                  | 6,4       | 415,6        | III (Slabé)         | Dotřes silnějšího zemětřesení ze stejného dne. | -     | -       |
| 19. srpen | Lombok                                    | Indonésie              | 6,9       | 25,6         | VII (Velmi silné)   | Oblast zpustošily předchozí otřesy. Stavby, které ještě stály se zřítily. 14 lidí usmrceno. | 14    | 24      |
| 21. srpen | Sucre                                     | Venezuela              | 7,3       | 154,3        | VII (Velmi silné)   | Zemětřesení u Venezuely 2018 se řadí k těm největším, které zemi postihla. Bylo cítit až v Kolumbii a v Trinidadu a Tobagu způsobilo škody. V hlavním městě Venezuely se musely evakuovat budovy. | 5     | 122     |
| 21. srpen | Malampa                                   | Vanuatu                | 6,5       | 13,4         | VII (Velmi silné)   | Mnoho budov bylo na ostrově Pentecost poškozeno. | -     | 1       |
| 22. srpen | Coos County (Oregon)                      | Spojené státy americké | 6,2       | 10           | IV (Mírné)          | - | -     | -       |
| 23. srpen | Ostrov Tanaga                             | Spojené státy americké | 6,3       | 43,9         | VI (Silné)          | Dotřes zemětřesení z 15. srpna. | -     | -       |
| 24. srpen | Madre de Dios (region)                    | Peru                   | 7,1       | 609,5        | III (Slabé)         | Chvění mohli cítit lidé až v Bolívii nebo Chile. | -     | -       |
| 25. srpen | Kermánšáh (provincie)                     | Írán                   | 6,0       | 10           | VII (Velmi silné)   | Hlášeny materiální škody. 3 lidé zabiti a přes 200 zraněno. | 3     | 243     |
| 28. srpen | Kupang                                    | Indonésie              | 6,2       | 8,6          | IV (Mírné)          | - | -     | -       |
| 28. srpen | Anatahan                                  | Severní Mariany        | 6,4       | 59,9         | IV (Mírné)          | - | -     | -       |
| 29. srpen | Loyauté                                   | Nová Kaledonie         | 7,1       | 26,7         | V (Málo silné)      | Zemětřesení u Nové Kaledonie 2018 vyvolalo 30 cm tsunami. | -     | -       |

### Září
| Datum    | Místo                | Stát                | Magnituda | Hloubka (km) | Mercalliho stupnice | Poznámka | Oběti | Oběti   |
| Datum    | Místo                | Stát                | Magnituda | Hloubka (km) | Mercalliho stupnice | Poznámka | Mrtví | Zranění |
| -------- | -------------------- | ------------------- | --------- | ------------ | ------------------- | --- | ----- | ------- |
| 4. září  | Čeljabinská oblast   | Rusko               | 5,4       | 10           | II (Velmi slabé)    | Různé budovy poškozeny a školy se následně museli uzavřít. | -     | -       |
| 5. září  | Tomakomai            | Japonsko            | 6,6       | 35           | IX (Pustošivé)      | Zemětřesení na Hokkaidu 2018 zničilo mnoho budov, další pohřbil sesuv v Atsumě. 42 mrtvých a 762 zraněných. Masivní výpadky proudu po celém ostrově.                                             | 42    | 762     |
| 6. září  | Suva                 | Fidži               | 7,9       | 670,7        | IV (Mírné)          | - | -     | -       |
| 7. září  | Provincie Chimborazo | Kolumbie            | 6,2       | 93,5         | V (Málo silné)      | Výpadek proudu a malé škody na stavbách. | -     | 2       |
| 7. září  | Bam                  | Írán                | 5,5       | 10           | VII (Velmi silné)   | V několika vesnicích otřesy poškodily pár domů. Jeden člověk zemřel. | 1     | 2       |
| 8. září  | Šan-tung             | Čína                | 5,6       | 10           | VI (Silné)          | 29 000 budov a 34 škol zemětřesení poškodilo, stejně jako mosty a silnice. 5 000 osob muselo být přestěhováno.                                                                                   |       |         |
| 8. září  | Region Davao         | Filipíny            | 6,1       | 10           | VI (Silné)          | Škody na několika stavbách. | -     | -       |
| 9. září  | Kirakira             | Šalomounovy ostrovy | 6,5       | 64,5         | VI (Silné)          | - | -     | -       |
| 10. září | Kermadekovy ostrovy  | Nový Zéland         | 6,9       | 111,1        | III (Slabé)         | - | -     | -       |
| 10. září | Loyauté              | Nová Kaledonie      | 6,3       | 12           | IV (Mírné)          | Dotřes zemětřesení z 29. srpna. | -     | -       |
| 12. září | Ásám                 | Indie               | 5,3       | 10           | VI (Silné)          | Jeden člověk zemřel a dalších 25 se zranilo. | 1     | 25      |
| 16. září | Tonga                | Tonga               | 6,5       | 570          | I (Nepozorovatelné) | - | -     | -       |
| 18. září | Západoindický hřbet  | -                   | 6,0       | 10           | I (Nepozorovatelné) | - | -     | -       |
| 28. září | Střední Sulawesi     | Indonésie           | 6,1       | 18,1         | VII (Velmi silné)   | Předtřes zemětřesení a tsunami na Sulawesi 2018, které ho za 3 hodiny následovalo. Jeden člověk zemřel a dalších 10 bylo zraněno.                                                                | 1     | 10      |
| 28. září | Střední Sulawesi     | Indonésie           | 7,5       | 20           | IX (Pustošivé)      | Zemětřesení vyvolalo 7metrovou vlnu tsunami, která zasáhla město Palu. Mnoho budov, včetně hotelů se sesunulo. Nejsmrtelnější zemětřesení roku 2018 - zahynulo 4 340 osob a přes 10 000 zranilo. | 4 340 | 10 679  |
| 30. září | Ono i Lau            | Fidži               | 6,7       | 550          | III (Slabé)         | Dotřes zemětřesení z 19. srpna. | -     | -       |

### Říjen
| Datum     | Místo                      | Stát              | Magnituda | Hloubka (km) | Mercalliho stupnice | Poznámka | Oběti | Oběti   |
| Datum     | Místo                      | Stát              | Magnituda | Hloubka (km) | Mercalliho stupnice | Poznámka | Mrtví | Zranění |
| --------- | -------------------------- | ----------------- | --------- | ------------ | ------------------- | --- | ----- | ------- |
| 1. říjen  | Sumba                      | Indonésie         | 6,0       | 29           | V (Málo silné)      | - | -     | -       |
| 6. říjen  | Metropolitní město Katánie | Itálie            | 4,6       | 7,7          | IV (Mírné)          | V blízkosti epicentra došlo k poškození budov. Čtyřicet lidí zraněno. | -     | 40      |
| 7. říjen  | Department Nord-Ouest      | Haiti             | 5,9       | 24           | V (Málo silné)      | Zemětřesení na Haiti 2018 zpustošilo zejména severní část země. Otřesy silně poškodily statiku budov, z nichž některé zkolabovaly. Zahynulo 24 osob a přes 500 jich bylo zraněno. | 18    | 548     |
| 9. říjen  | Severo-Kurilsk             | Rusko             | 6,0       | 42           | IV (Mírné)          | Předtřes zemětřesení 10. října. | -     | -       |
| 10. říjen | Jáva                       | Indonésie         | 6,0       | 10,4         | V (Málo silné)      | Na ostrově Madura spadlo několik budov. 4 lidé zemřeli uvěznění v troskách. | 4     | 36      |
| 10. říjen | Provincie West New Britain | Papua Nová Guinea | 6,1       | 51,7         | V (Málo silné)      | Toto zemětřesení byla předzvěst silnějšího o síle 7,0 stupňů, které ho předcházelo o pouhé 3 minuty.                                                                              | -     | -       |
| 10. říjen | Provincie West New Britain | Papua Nová Guinea | 7,0       | 39,5         | VII (Velmi silné)   | - | -     | -       |
| 10. říjen | Provincie East New Britain | Papua Nová Guinea | 6,2       | 124,3        | V (Málo silné)      | Dotřes. | -     | -       |
| 10. říjen | Severo-Kurilsk             | Rusko             | 6,5       | 17,5         | IV (Mírné)          | - | -     | -       |
| 13. říjen | Kamčatka                   | Rusko             | 6,7       | 470,1        | III (Slabé)         | - | -     | -       |
| 16. říjen | Loyauté                    | Nová Kaledonie    | 6,3       | 10           | IV (Mírné)          | Předzvěst zemětřesení ze stejného dne. | -     | -       |
| 16. říjen | Loyauté                    | Nová Kaledonie    | 6,4       | 10           | IV (Mírné)          | - | -     | -       |
| 22. říjen | Britská Kolumbie           | Kanada            | 6,6       | 10           | IV (Mírné)          | Předtřes zemětřesení ze stejného dne. | -     | -       |
| 22. říjen | Britská Kolumbie           | Kanada            | 6,8       | 10           | IV (Mírné)          | - | -     | -       |
| 22. říjen | Britská Kolumbie           | Kanada            | 6,5       | 10           | IV (Mírné)          | Dotřes silnějšího zemětřesení, jenž o několik minut předcházelo. | -     | -       |
| 25. říjen | Západní Řecko              | Řecko             | 6,8       | 14           | VII (Velmi silné)   | Otřesy poškodily klášter z 15. století a k tomu ještě budovy na ostrově Zakynthos. Byly citelné až na jihu Itálie.                                                                | -     | 3       |
| 27. říjen | Department Puno            | Peru              | 4,5       | 16           | -                   | Dvanáct domů zničeno a dalších čtyřicet pět poškozeno | -     | -       |
| 28. říjen | Acajutla                   | Salvador          | 6,1       | 24,7         | IV (Mírné)          | - | -     | -       |
| 29. říjen | Drakeův průliv             | -                 | 6,3       | 10           | IV (Mírné)          | Nejsilnější zemětřesení v oblasti od roku 1975. | -     | -       |
| 30. říjen | Region Taranaki            | Nový Zéland       | 6,1       | 227,3        | IV (Mírné)          | - | -     | -       |

### Listopad
| Datum        | Místo                    | Stát                                      | Magnituda | Hloubka (km) | Mercalliho stupnice | Poznámka                                                                                               | Oběti | Oběti   |
| Datum        | Místo                    | Stát                                      | Magnituda | Hloubka (km) | Mercalliho stupnice | Poznámka                                                                                               | Mrtví | Zranění |
| ------------ | ------------------------ | ----------------------------------------- | --------- | ------------ | ------------------- | --- | ----- | ------- |
| 1. listopad  | Iquique                  | Chile                                     | 6,2       | 102          | VI (Silné)          | - | -     | -       |
| 2. listopad  | Ostrov Vostok            | Rusko                                     | 6,0       | 433          | II (Velmi slabé)    | - | -     | -       |
| 4. listopad  | Severní Mindanao         | Filipíny                                  | 6,0       | 598,1        | II (Velmi slabé)    | - | -     | -       |
| 9. listopad  | Jan Mayen                | Norsko                                    | 6,8       | 10           | V (Málo silné)      | - | -     | -       |
| 10. listopad | Pangai                   | Tonga                                     | 6,2       | 10           | IV (Mírné)          | - | -     | -       |
| 11. listopad | Atlantský oceán          | -                                         | 6,3       | 10           | I (Nepozorovatelné) | - | -     | -       |
| 14. listopad | Kamčatka                 | Rusko                                     | 6,0       | 58,7         | V (Málo silné)      | - | -     | -       |
| 14. listopad | Západní Sulawesi         | Indonésie                                 | 5,6       | 8,7          | VII (Velmi silné)   | Během evakuace zemřelo 7 lidí. Sesuvy půdy pohřbily 8 domů a 8 000 místních muselo opustit své domovy. | 7     | -       |
| 15. listopad | Ostrov Visokoi           | Jižní Georgie a Jižní Sandwichovy ostrovy | 6,3       | 10           | IV (Mírné)          | - | -     | -       |
| 15. listopad | Tichý oceán              | -                                         | 6,3       | 10           | I (Nepozorovatelné) | - | -     | -       |
| 16. listopad | Kirakira                 | Šalomounovy ostrovy                       | 6,2       | 10,6         | IV (Mírné)          | - | -     | -       |
| 18. listopad | Labasa                   | Fidži                                     | 6,8       | 540          | III (Slabé)         | - | -     | -       |
| 20. listopad | Department Ancash        | Peru                                      | 5,5       | 56           | IV (Mírné)          | Dvanáct zraněných včetně tří dětí.                                                                     | -     | 12      |
| 24. listopad | Trujillo                 | Venezuela                                 | 5,1       | 20,2         | V (Málo silné)      | Asi deset domů poškozeno, přičemž jeden z nich se zřítil. Dva zranění.                                 | -     | 2       |
| 25. listopad | San Andrés a Providencia | Kolumbie                                  | 6,0       | 10           | V (Málo silné)      | - | -     | -       |
| 25. listopad | Kermánšáh (provincie)    | Írán                                      | 6,3       | 10           | VIII (Bořivé)       | Škody utrpěl jak Írán, tak i sousední Irák. Jeden člověk zemřel na infarkt.                            | 1     | 761     |
| 28. listopad | Baghlán                  | Afghánistán                               | 4,9       | 22,4         | III (Slabé)         | 60 domů bylo poškozeno nebo zničeno. Zraněno 9 osob.                                                   | -     | 9       |
| 30. listopad | Anchorage                | Spojené státy americké                    | 7,1       | 46,7         | VIII (Bořivé)       | Letiště, mnoho budov a silnic v okolí města bylo poškozeno.                                            | -     | -       |

### Prosinec
| Datum        | Místo                   | Stát                                      | Magnituda | Hloubka (km) | Mercalliho stupnice | Poznámka                                                                                      | Oběti | Oběti   |
| Datum        | Místo                   | Stát                                      | Magnituda | Hloubka (km) | Mercalliho stupnice | Poznámka                                                                                      | Mrtví | Zranění |
| ------------ | ----------------------- | ----------------------------------------- | --------- | ------------ | ------------------- | --------------------------------------------------------------------------------------------- | ----- | ------- |
| 1. prosinec  | Moluky (provincie)      | Indonésie                                 | 6,3       | 140,6        | IV (Mírné)          | -                                                                                             | -     | -       |
| 5. prosinec  | Loyauté                 | Nová Kaledonie                            | 6,0       | 10           | IV (Mírné)          | Předtřes silnějšího zemětřesení ze stejného dne.                                              | -     | -       |
| 5. prosinec  | Loyauté                 | Nová Kaledonie                            | 7,5       | 10           | VI (Silné)          | Pozorována vlna tsunami vysoká 72 cm.                                                         | -     | -       |
| 5. prosinec  | Loyauté                 | Nová Kaledonie                            | 6,6       | 10           | IV (Mírné)          | Dotřes.                                                                                       | -     | -       |
| 6. prosinec  | Lombok                  | Indonésie                                 | 5,5       | 10           | VI (Silné)          | Mírné škody.                                                                                  | -     | 3       |
| 11. prosinec | Ostrov Bristol          | Jižní Georgie a Jižní Sandwichovy ostrovy | 7,1       | 164,7        | V (Málo silné)      | -                                                                                             | -     | -       |
| 12. prosinec | Východotichomořský práh | -                                         | 6,3       | 10           | I (Nepozorovatelné) | -                                                                                             | -     | -       |
| 16. prosinec | S’-čchuan               | Čína                                      | 5,4       | 27,3         | IV (Mírné)          | V okrese Xingwen poškozeno 223 domů. Šestnáct osob zraněno.                                   | -     | 16      |
| 16. prosinec | Malampa                 | Vanuatu                                   | 5,5       | 9,6          | VI (Silné)          | Drobné škody na zástavbě.                                                                     | -     | -       |
| 16. prosinec | Jayapura                | Indonésie                                 | 6,1       | 61,1         | V (Málo silné)      | -                                                                                             | -     | -       |
| 19. prosinec | Velikonoční ostrov      | Chile                                     | 6,2       | 10           | I (Nepozorovatelné) | -                                                                                             | -     | -       |
| 20. prosinec | Nikolskoje              | Rusko                                     | 7,3       | 16,6         | VII (Velmi silné)   | -                                                                                             | -     | -       |
| 22. prosinec | Manica                  | Mosambik                                  | 5,5       | 7,6          | VII (Velmi silné)   | 108 domů bylo zničeno a 11 osob zraněno.                                                      | -     | 11      |
| 22. prosinec | Provincie Torba         | Vanuatu                                   | 6,0       | 47,7         | V (Málo silné)      | -                                                                                             | -     | -       |
| 23. prosinec | Nuku'alofa              | Tonga                                     | 6,4       |              | V (Málo silné)      | -                                                                                             | -     | -       |
| 24. prosinec | Nikolskoje              | Rusko                                     | 6,1       | 10           | IV (Mírné)          | Dotřes zemětřesení z 20. prosince.                                                            | -     | -       |
| 26. prosinec | Katánie                 | Itálie                                    | 5,0       | 1            | VI (Silné)          | Zemětřesení poškodilo některé budovy a kostel. Současně s ním vybuchla i nedaleká sopka Etna. | -     | 28      |
| 27. prosinec | Carabobo                | Venezuela                                 | 5,4       | 8            | VII (Velmi silné)   | V oblasti došlo k poškození několika domů.                                                    | -     | -       |
| 29. prosinec | Region Davao            | Filipíny                                  | 7,0       | 60,1         | VI (Silné)          | -                                                                                             | -     | -       |
| 31. prosinec | Aleutské ostrovy        | Spojené státy americké                    | 6,0       | 31           | IV (Mírné)          | -                                                                                             | -     | -       |